# Naprej (kratki film, 1998)
Naprej je slovenski kratki film iz leta 1998 in adaptacija sedemstranskega stripa U poteri za razularenom pičkom Darka Perovića in Enriqueja Sancheza Abulija, ki je bila objavljena v sedmi številki revije Stripburger. Igralci in ekipa so bili prostovoljci.
Zgodba je situacijska tragikomedija dveh antijunakov, slepega in nepokretnega, ki kljub hendikepu živita samostojno življenje, nato pa ju prizadene neizpolnjena ljubezen. Znajdeta se pred vprašanjem - kam? Zadnja sekvenca, ki je v barvah, pušča odprte vse možnosti.
Za Matjaža Javšnika in Draga Milinovića je bil to filmski debi.

## Kritike
Igor Prassel je napisal, da je Petkoviču uspelo nadgraditi odlično stripovsko zgodbo in da je adaptacija stripovskega scenarija izvirna zaradi posrečene izbire snemalnih lokacij, gagov, situacijskih dovtipov, živih dialogov, všečne glasbe in poudarjene psihologizacije obeh glavnih likov. 

## Zasedba
- Matjaž Javšnik: nepokretnež
- Drago Milinović: slepec

## Ekipa
- fotografija: Jure Černec
- montaža: Varja Močnik
- glasba: Nino de Gleria in Jelena Ždrala
- tonski mojstri: Urška Kos, Hanna Preuss in Borut Berden

## Festivali
- 1. Festival slovenskega filma 1998, 13. marec 1998[1]